# Duliāgaon
Duliāgaon är en ort i Indien.   Den ligger i distriktet Dibrugarh och delstaten Assam, i den östra delen av landet, 1 800 km öster om huvudstaden New Delhi. Duliāgaon ligger 120 meter över havet och antalet invånare är 23 528.
Terrängen runt Duliāgaon är mycket platt. Runt Duliāgaon är det tätbefolkat, med 459 invånare per kvadratkilometer. Närmaste större samhälle är Tinsukia, 14,0 km norr om Duliāgaon. I omgivningarna runt Duliāgaon växer huvudsakligen savannskog.